# SHL Kielce (kolarstwo)
SHL Kielce – klub kolarski działający w latach 1949–1973 jako jedna z sekcji SHL Kielce. Jego zawodnicy byli reprezentantami kraju, zdobywali medale mistrzostw Polski seniorów (jeden złoty i dwa srebrne) i juniorów (dwa złote i jeden srebrny), startowali w Tour de Pologne (m.in. w 1968 Marian Forma zajął drugie miejsce), Wyścigu Pokoju i zawodach zagranicznych, m.in. w mistrzostwach świata. Ponadto SHL pięciokrotnie zwyciężał w klasyfikacji drużynowej ogólnopolskiego wyścigu Pasmem Gór Świętokrzyskich.

## Kalendarium
- 1949 – w klubie Stal SHL powstała sekcja kolarska[3]. Jej rozwój nastąpił w czasie, kiedy funkcję trenera sprawował Mieczysław Mela[b][4].
- 1957 –  zawodnicy SHL, Władysław Kołodziej i Franciszek Kosela, zostali mistrzami Polski juniorów. Ten pierwszy zdobył złoty medal w wyścigu ze startu wspólnego na dystansie 100 km, natomiast drugi stanął na najwyższym stopniu podium w wyścigu przełajowym[5].
- 1960 – 17 lipca 1960 Franciszek Kosela zajął pierwsze miejsce w mistrzostwach kraju seniorów w wyścigu górskim[6]. Zawodnik SHL był najszybszy na trasie biegnącej przez Kubalonkę, wygrał finisz w Wiśle, wyprzedzając Bogusława Fornalczyka. Dzięki temu sukcesowi miał pojechać na igrzyska olimpijskie do Rzymu, lecz trener kadry narodowej, który obiecał młodemu zawodnikowi wyjazd, nie dotrzymał słowa[6]. W sierpniu Kosela wystartował w mistrzostwach świata, natomiast we wrześniu wziął udział w Tour de Pologne. Zwyciężył w siódmym etapie, który odbył się na trasie z Bielska-Białej do Opola. W klasyfikacji końcowej uplasował się na 12 miejscu ze stratą ponad trzynastu minut do zwycięzcy[7].
- 1963 – Franciszek Kosela ukończył TdP na 15 miejscu[8].
- 1964 – zawodnik SHL, Marian Forma, został wicemistrzem Polski seniorów w wyścigu górskim na dystansie 114 km[9]. Trasa prowadziła przez Karkonosze, finisz odbył się w Jeleniej Górze. Około 25 km przed metą Forma wraz z Manfredem Matuszewskim rozpoczęli ucieczkę. Walkę o złoty medal stoczyli między sobą – lepszy okazał się rywal jeżdżący w barwach LZS Dolny Śląsk[10]. Ponadto Forma zadebiutował w Tour de Pologne i zajął w nim 17 miejsce. W wyścigu uczestniczył jeszcze jeden kolarz SHL. Był nim Franciszek Kosela, który na drugim etapie zajął drugą pozycję, w kilku innych przyjeżdżał w czołówce. W klasyfikacji generalnej uplasował się na ósmej lokacie[8].
- 1965 – Marian Forma powtórzył sukces z ubiegłego roku – wywalczył srebrny medal mistrzostw Polski seniorów, tym razem w wyścigu ze startu wspólnego na dystansie 180 km[9]. Ponadto Forma był piąty w TdP. Zarówno na szóstym jak i ósmym etapie zajął drugie miejsce, na piątym etapie dojechał do mety jako trzeci[8].
- 1967 – w TdP zadebiutował zawodnik SHL, Jan Baćkowski. Na ostatnim etapie, który prowadził ze Świdnicy do Kalisza, uplasował się na 10 miejscu. W klasyfikacji generalnej nie znalazł się jednak w pierwszej dwudziestce[11].
- 1968 – Marian Forma uplasował się w Tour de Pologne na drugim miejscu. Po czterech etapach zajmował pierwszą pozycję, którą utrzymywał do dziesiątego etapu[12]. Na nim przegapił jedną z ucieczek i do mety dojechał ze stratą ponad trzech minut do zwycięzcy. Spowodowało to, że nie zdołał utrzymać pierwszej lokaty. Ponadto w TdP 1968 wystąpił Ryszard Zapała, który na zakończenie sportowej kariery przeszedł do SHL z Piasta Chęciny[12].
- 1969 – Marian Forma zajął w Wyścigu Pokoju 22 miejsce[13]. Na etapie prowadzącym z Warszawy do Łodzi jechał w czołówce. Kilka kilometrów przed metą zaatakował, na finiszu prowadził. Został jednak dogoniony przez grupę pościgową i ostatecznie uplasował się na siódmej pozycji[14].
- 1970 – zawodnik SHL Kielce, Bogdan Banak, został wicemistrzem Polski juniorów w wyścigu ze startu wspólnego na dystansie 135 km[15]. Ponadto w TdP wziął udział Jan Baćkowski, plasując się w drugiej dziesiątce. Zawodnik ten w tamtym okresie osiągnął swoje największe sukcesy, był m.in. w grupie młodych kolarzy, którą Polski Związek Kolarski objął przygotowaniami do igrzysk olimpijskich w Monachium[16].
- 1971 – kolarz SHL, Jan Baćkowski, znalazł się w kadrze narodowej i olimpijskiej[17]. Wystąpił w wyścigu Dookoła Maroka, w którym jechał aktywnie, a wraz z reprezentacją zajął drugie miejsce. Ponadto wygrał Kryterium Asów w Katowicach, wziął także udział w TdP, zajmując 19 miejsce[17].
- 1972 – zawodnicy SHL, Jan Baćkowski i Bogdan Banak, wzięli udział w  TdP, zajmując w klasyfikacji generalnej dalsze miejsca[18].
- 1973 – klub SHL połączył się z Iskrą, tworząc Koronę Kielce. Sekcja kolarska została przeniesiona do nowo powstałej drużyny. Fabryka KZWM „SHL” w następnych latach opiekowała się kolarzami Korony[4].